# Pierluigi Nicotera
 Pierluigi Nicotera  (* 27. März 1956 in Catanzaro) ist ein italienischer Biomediziner und Gründungsdirektor am Deutschen Zentrum für Neurodegenerative Erkrankungen. Er gilt als internationaler Experte auf dem Gebiet des neuronalen Zelltodes.

## Werdegang
Nicotera studierte Humanmedizin an der Universität Pavia in Italien mit dem Fachgebiet Kardiologie. Anschließend promovierte er am Karolinska-Institut in Stockholm. Dort arbeitete er mehrere Jahre als assoziierter Professor. Von 1995 bis 2000 leitete er den Bereich Molekulare Toxikologie an der Universität Konstanz und wurde dann als Direktor in die Toxikologie-Abteilung des Medical Research Council (MRC) nach England berufen. Seit 2009 ist er Vorstandsvorsitzender und Wissenschaftlicher Vorstand des DZNE.
Seit 2005 ist er Mitglied der Academia Europaea. Am 13. Juli 2016 wurde Pierluigi Nicotera zum Mitglied (Matrikel-Nr. 7712) der Leopoldina gewählt.